# Macintosh LC 580
Le Macintosh LC 580 (ou Performa 580 et 588 pour le grand public) était une évolution à plus faible coût du LC 575. Ses principales différences étaient un écran remplacé par un moins coûteux (toujours en 14" couleurs) et un disque dur plus gros à la norme IDE (et non plus SCSI). Il intégrait aussi, tout comme le Quadra/LC/Performa 630, un slot vidéo pouvant recevoir une carte tuner TV comme celle qui équipait le Macintosh TV.
Les modèles Performa ne furent commercialisés qu'en Asie et en Europe. La vente du LC 580 fut prolongée jusqu'en mars 1996, avec un second processeur fiché dans le slot PDS : un PowerPC 601 (comme celui des tout nouveaux Performa et Power Macintosh) cadencé à 66 MHz qui le remettait au goût du jour.

## Caractéristiques
- processeur : Motorola 68LC040 32 bit cadencé à 33 MHz
- bus système 32 bit à 33 MHz
- mémoire morte : 1 Mio
- mémoire vive : 8 Mio (dont 4 Mio soudés à la carte mère), extensible à 52 Mo
- 8 Kio de mémoire cache de niveau 1
- disque dur IDE de 500 Mo
- lecteur de disquette « SuperDrive » 1,44 Mo 3,5"
- lecteur de CD-ROM 2x
- écran intégré 14" RGB CRT couleur
- mémoire vidéo : 1 Mo de DRAM dédié
- résolutions supportées :
  - 640 × 480 en 16 bit
- slots d'extension:
  - 1 slot LC PDS
  - 1 emplacement comm slot
  - 1 slot vidéo in/out
  - 2 connecteurs mémoire SIMM 72 broches (vitesse minimale : 80 ns)
- connectique:
  - 1 port SCSI (DB-25)
  - 2 ports série (Mini Din-8)
  - 1 port ADB
  - sortie vidéo DB-15 optionnelle
  - sortie audio : stéréo 8 bit
  - entrée audio : mono 8 bit
- microphone mono intégré
- haut-parleur mono intégré
- dimensions : 45,5 × 34,3 × 41,9 cm
- poids : 18,4 kg
- alimentation : 40 W
- systèmes supportés : Système 7.5 à Mac OS 8.1